# Apicia asteria
Apicia asteria är en fjärilsart som beskrevs av Druce 1892. Apicia asteria ingår i släktet Apicia och familjen mätare. Inga underarter finns listade i Catalogue of Life.